# National Provincial Championship Division 2 1987
La National Provincial Championship Division 2 1987 fue la decimosegunda edición de la segunda división del principal torneo de rugby de Nueva Zelanda.

## Sistema de disputa
El torneo se disputa en formato todos contra todos a una sola ronda, el equipo que logra el mayor puntaje al finalizar el torneo se corona campeón y asciende a la Primera División, mientras que el último clasificado desciende directamente a la Tercera División.

## Campeonato
Tabla de posiciones
| Pos. | Equipo           | Encuentros | Encuentros | Encuentros | Encuentros | Tantos | Tantos | Tantos | PB | PB | Puntos |
| Pos. | Equipo           | PJ         | PG         | PE         | PP         | F      | C      | Dif    | BO | BD | Puntos |
| ---- | ---------------- | ---------- | ---------- | ---------- | ---------- | ------ | ------ | ------ | -- | -- | ------ |
| 1.º  | North Harbour    | 7          | 7          | 0          | 0          | 237    | 65     | +172   | 0  | 0  | 28     |
| 2.º  | Hawke's Bay      | 7          | 5          | 0          | 2          | 196    | 144    | +52    | 0  | 1  | 21     |
| 3.º  | Marlborough      | 7          | 5          | 0          | 2          | 156    | 92     | +64    | 0  | 0  | 20     |
| 4.º  | Southland        | 7          | 4          | 0          | 3          | 212    | 124    | +88    | 0  | 2  | 18     |
| 5.º  | King Country     | 7          | 2          | 0          | 5          | 89     | 159    | -70    | 0  | 1  | 9      |
| 6.º  | South Canterbury | 7          | 2          | 0          | 5          | 126    | 200    | -74    | 0  | 1  | 9      |
| 7.º  | Mid Canterbury   | 7          | 2          | 0          | 5          | 71     | 202    | -131   | 0  | 0  | 8      |
| 8.º  | Wanganui         | 7          | 1          | 0          | 6          | 62     | 163    | -101   | 0  | 0  | 4      |

|  | Campeón.                      |
|  | Desciende a Tercera División. |

| Bandera de Nueva Zelanda |
| Campeón North Harbour    |
| Primer título            |